# Moussa Seydi
Moussa Seydi, né le 21 août 1996 à Sedhiou au Sénégal, est un footballeur sénégalais qui joue au poste d'attaquant au RFCU Luxembourg.

## Biographie

### FC Metz (2014-2017)
Formé au sein de l'AS Génération Foot, club partenaire du FC Metz, le joueur rejoint dès 2014 l'équipe réserve du club mosellan.
Il dispute un seul match avec l'équipe première, en Ligue 1, lors de la 6e journée du championnat face au FC Girondins de Bordeaux (défaite trois buts à zéro).

### CS Fola Esch (2017-2020)
En 2017, le joueur rejoint le CS Fola Esch, alors en BGL Ligue, la première division du football luxembourgeois.
À l'issue de la saison 2019-2020, il est élu meilleur joueur du championnat de BGL Ligue.

### US Orléans (2020-2022)
le 2 décembre 2020, il signe un contrat d'un an et demi avec l'US Orléans dans le championnat de National 1,.

### AS La Jeunesse d'Esch (2022)
Jouant peu avec son ancien club, le joueur retourne au Luxembourg et rejoint l'AS La Jeunesse d'Esch en 2022.

### FC Swift Hesperange (2022-2024)
Après six mois à Esch, il signe un contrat avec le FC Swift Hesperange à l'été 2022.
Dès sa première saison avec son nouveau club, il soulève le premier trophée de sa carrière en remportant le titre de champion de BGL Ligue.

### RFCU Luxembourg (depuis 2024)
En 2024, le joueur s'engage avec le RFCU Luxembourg.

## Palmarès
| FC Swift Hesperange (1) :     |
| ----------------------------- |
| - BGL Ligue - Champion : 2023 |